# مارك الكسندر (عازف لوحة المفاتيح)
مارك الكسندر (بالإنجليزية: Mark Alexander)‏ هو عازف لوحة المفاتيح أمريكي، ولد في 1963.

## وصلات خارجية
- الموقع الرسمي